# Musée du Biterrois
Le musée du Biterrois était l'un des musées de la ville de Béziers, classé Musée de France. Il présentait des collections d'archéologie, de paléontologie, d'ethnologie, d'histoire et d'histoire naturelle. 
Il est définitivement  fermé au public. Ses collections seront intégrées dans le futur Musée d'art et d'histoire de Béziers que la ville est en train d'installer dans l'ancien Palais des évêques, pour une ouverture prévue en 2025.
Situé dans le quartier Saint-Jacques, le musée a été créé en 1834 et occupait plus de 3 000 m2 d'une caserne datant de 1702, construite par d'Aviler, l'architecte du Roy.
Les collections du musée ont été acquises par les dons provenant de la Société archéologique, de la Société d'étude des sciences naturelles et de la Société du Vieux Biterrois.
Le musée retraçait de nombreux points d'histoire de la région, notamment les premières traces de présence humaine, l'époque romaine, la culture biterroise, l'histoire du catholicisme, du protestantisme, de la franc-maçonnerie et la répression contre des albigeois, la création du Canal du Midi, la révolte liée au vin, et les animaux originaires de la région.
Il accueillait régulièrement des conférences.